# Feked
Feked est un village et une commune du comitat de Baranya en Hongrie.